# La Ville-aux-Clercs
La Ville-aux-Clercs – miejscowość i gmina we Francji, w Regionie Centralnym, w departamencie Loir-et-Cher.
Według danych na rok 1990 gminę zamieszkiwały 1114 osoby, a gęstość zaludnienia wynosiła 42 osoby/km² (wśród 1842 gmin Regionu Centralnego La Ville-aux-Clercs plasuje się na 351. miejscu pod względem liczby ludności, natomiast pod względem powierzchni na miejscu 441.).